# The Waiting
The Waiting – piosenka nagrana przez amerykański zespół Tom Petty and the Heartbreakers, która została wydana na singlu promującym album Hard Promises (1981). Autorem utworu był Tom Petty.

## Historia
Jedna z głównych rozgłośni w Los Angeles (KLOS) zaczęła emitować piosenkę „The Waiting”, otwierającą album Hard Promises, zanim została wydana na albumie. W odpowiedzi na to, konkurencyjne radio (KMET) zaczęło nadawać utwory z tego albumu jeszcze przed oficjalną premierą wydawnictwa.
Singiel z tą piosenką dotarł do pozycji 19. na głównej amerykańskiej liście przebojów „Billboard” Hot 100, a w zestawieniu Rock Tracks, przygotowywanym przez redakcję tego samego pisma, wydawnictwo znalazło się na 1. pozycji; był to pierwszy singiel zespołu, który dotarł na szczyt listy przebojów.

## Listy przebojów
| Kraj | Lista             | Pozycja | Źr.   |
| ---- | ----------------- | ------- | ----- |
| CA   | „RPM” Top Singles | 6       | [ 6 ] |
| NZ   | Top 40 Singles    | 27      | [ 7 ] |
| US   | Hot 100           | 19      | [ 3 ] |
| US   | Rock Tracks       | 1       | [ 4 ] |

Listy końcoworoczne
| Kraj | Lista             | Pozycja | Źr.   |
| ---- | ----------------- | ------- | ----- |
| CA   | „RPM” Top Singles | 70      | [ 8 ] |

## W kulturze popularnej
Piosenkę „The Waiting” wykorzystano w m.in.:
- 1997: amerykański serial animowany Simpsonowie (od 1989; odc. „The Cartridge Family”)[9].
- 2008: spot reklamowy 5. sezonu amerykańskiego komediowego serialu telewizyjnego Biuro (2005–2013)[10].

## Personel
- Tom Petty – gitara rytmiczna, wokal
- Mike Campbell – gitara prowadząca, gitara basowa
- Benmont Tench – keyboardy, wokal wspierający
- Stan Lynch – bębny, wokal wspierający
- Phil Jones – instrumenty perkusyjne

## Wersje innych wykonawców
- 1995: Linda Ronstadt – album Feels Like Home[11]
- 2015: Natalie Imbruglia – album Male[11]